# Amyntas I.
Amyntas I. (altgriechisch Ἀμύντας Amýntas; † um 498/497 v. Chr.) war seit spätestens etwa 512/511 v. Chr. bis zu seinem Tod König von Makedonien. Er ist der erste historisch fassbare Herrscher dieses antiken Königreichs.

## Leben
Amyntas I. entstammte der Dynastie der Argeaden und war laut Herodot ein Sohn des Alketas I. und der fünfte Nachfolger des Königs Perdikkas, der das makedonische Reich begründet hatte. Laut dem antiken Theologen und Chronisten Eusebius von Caesarea und ihm folgend Georgios Synkellos habe Amyntas ungefähr 42 Jahre regiert, wonach er etwa 540 v. Chr. zur Regierung gelangt wäre. Sicher ist seine Regierung aber erst seit etwa 512/511 v. Chr. durch seinen ersten erwähnten Kontakt mit den Persern nachweisbar. Mit einer Gattin unbekannten Namens hatte er mindestens zwei Kinder, seinen Nachfolger Alexander I. und die Tochter Gygaia.
Nach dem erfolgreichen Feldzug des persischen Großkönigs Dareios I.  gegen die Skythen (513 v. Chr.) unterwarf sein Heerführer Megabazos u. a. zum Teil die Päonier und sandte sieben vornehme Perser als Delegierte zu Amyntas, die „Erde und Wasser“ als Zeichen seiner Anerkennung der persischen Oberhoheit forderten. Herodots Darstellung zufolge kam Amyntas dieser Forderung nach und lud die Gesandten zu einem Festbankett. Die berauschten Perser verlangten, dass auch die makedonischen Frauen erscheinen und sich zu ihnen setzen sollten. Auch dieses Ansinnen gewährte Amyntas trotz seines Hinweises, dass dies makedonischer Sitte widerspräche. In der Folge verhielt er sich aus Angst vor den Persern ruhig, als diese die Frauen belästigten. Sein Sohn Alexander wollte dies aber nicht mit ansehen und schickte seinen alten Vater fort, der ihn noch ermahnte, nichts gegen die Gesandten zu unternehmen. In Abwesenheit seines Vaters ließ Alexander die Perser erstechen. Als Bubares im Auftrag des Megabazos mit einer Streitmacht erschien und nach dem Verbleib der verschwundenen Perser forschte, bestach Alexander ihn mit einer hohen Geldsumme und gab ihm seine Schwester Gygaia zur Gemahlin. Damit erreichte er die Geheimhaltung des Mordes an den Persern.
Viele Altertumsforscher wie Karl Julius Beloch bezweifeln die Historizität dieser Erzählung Herodots. Der Althistoriker Eugene N. Borza argumentiert, dass es unwahrscheinlich sei, dass der junge Prinz Alexander seinen Vater so unhöflich weggeschickt hätte; auch wäre Amyntas kaum so schwach oder töricht gewesen, die Klärung einer so heiklen Situation wie den Umgang mit den persischen Gesandten seinem jungen Sohn zu überlassen. Vielleicht gebe Herodot eine von Alexander erfundene romanhafte Geschichte wieder, die Alexanders Listigkeit und antipersische Gesinnung propagieren sollte. Hermann Bengtson hingegen glaubt an die Historizität des von Herodot geschilderten Ereignisses; schließlich seien Gesandtenmorde in der griechischen Geschichte öfters vorgekommen. Jedenfalls ist Heirat zwischen Bubares und Gygaia sicher historisch. Nach der Ansicht von Borza ist der von Herodot angegebene Grund für die Vermählung unrichtig; als Prinz hätte Alexander nicht die Autorität besessen, für seine Schwester eine wichtige Ehe mit einem fremdländischen Adligen zu arrangieren. Möglicherweise habe Amyntas selbst diese Heirat seiner Tochter als Teil seiner Verhandlungen mit den Persern gegen Ende des 6. Jahrhunderts v. Chr. vereinbart.
Ob Makedonien unter Amyntas’ Regierung den Persern tributpflichtig wurde, ist umstritten. Borza vertritt die Meinung, dass mit der Ablehnung von Herodots Darstellung wegen ihrer vermeintlichen Ungeschichtlichkeit jeder Beweis fehle, dass Makedonien zur Zeit des Amyntas ein persischer Vasallenstaat war. Eher hätten wegen der Heirat von Gygaia und Bubares freundschaftliche makedonisch-persische Beziehungen geherrscht und Makedonien sei wohl erst nach Amyntas’ Tod durch die Feldzüge des Mardonios (492 v. Chr.) unterworfen worden. Der Historiker Nicholas G. L. Hammond geht hingegen von einem Vasallenstatus Makedoniens unter Amyntas aus; und das Land sei bis zur persischen Niederlage in der Schlacht von Plataiai (479 v. Chr.) ein loyaler Untertanenstaat Persiens geblieben. Auch Bengtson meint, dass Amyntas unter der Oberherrschaft der Perser stand. Ähnlich wie Hammond nimmt er an, dass der Makedonenkönig sein Territorium beträchtlich vergrößert habe. Nach Hammond erwarb Amyntas um 510 v. Chr. die am Fluss Axios gelegene Landschaft Amphaxitis, doch sind Details der makedonischen Expansion gegen Ende des 6. Jahrhunderts v. Chr. unsicher.
Amyntas ist der erste makedonische König, von dem politische Beziehungen zu Griechenland bekannt sind. So knüpfte er Verbindungen mit den Peisistratiden an, indem er dem aus Athen vertriebenen Tyrannen Hippias um 505 v. Chr. die makedonische Stadt Anthemus am Thermaischen Golf als Aufenthaltsort anbot, was Hippias indessen ablehnte. Aus der Notiz des Historikers Justinus, dass Amyntas bald nach Bubares’ Abberufung vom makedonischen Hof gestorben sei, wird der Tod des Königs um 498/497 v. Chr. angesetzt. Sein Sohn Alexander I. folgte ihm auf den Thron.